# Fredrik Salomon Posse
Fredrik Salomon Posse (fil), född 27 februari 1785 i Konungsunds församling, Östergötlands län, död 27 april 1853 på Närlunda vid Helsingborg, var en svensk greve, militär och ämbetsman. Han var bror till Arvid Mauritz Posse och far till den blivande statsministern Arvid Posse.

## Biografi
Fredrik Salomon Posse föddes 1785 på Ravnäs i Konungsunds socken. Han var son till en av rikets herrar greve Arvid Erik Posse och friherrinnan Catharina Charlotta von Otter. Posse blev student vid Lunds universitet 13 oktober 1800 och avlade juridisk preliminärexamen 1801. Han blev sedan kornett vid Skånska dragonregementet och Skånska husarregementet 22 september 1802. Posse blev löjtnant 20 december 1807, ryttmästares karaktär 12 juli 1814 och tilldelades 8 oktober 1814 För tapperhet i fält. Han steg i graderna till att bli ryttmästare 18 april 1815 och i arméns generalstab i augusti 1816. Posse utnämndes till andremajor vid Skånska husarregementet 13 januari 1818 och utnämndes 24 juni 1819 till riddare av Svärdsorden. Den 24 augusti 1824 blev han utsedd till överstelöjtnant i armén och 7 maj  1831 steg han i graderna till att bli överste.
Posse tillsattes som tillförordnad landshövding i Malmöhus län 12 april 1834 och blev från 7 mars 1835 ordinarie landshövding. Han utnämndes till generaladjutant i armén 18 april 1835 och utnämndes 26 januari 1839 till kommendör av Svärdsorden, 8 juni 1848 kommendör av Dannebrogorden och 27 november 1848 till Kommendör med stora korset av Nordstjärneorden. Posse tog avsked från landshövdingeämbetet 21 mars 1851. Han avled 1853 på Närlunda vid Helsingborg och begravdes bredvid sina fruar på Kropps kyrkogård.

### Familj
Posse gifte sig första gången 27 februari 1818 på Rosendal i Kropps socken med sin kusin, friherrinnan Magdalena Charlotta Bennet (1796–1834), dotter till majoren friherre Vilhelm Rutger Bennet och friherrinnan Elisabet Vilhelmina von Otter. De fick tillsammans barnen Charlotta Vilhelmina Ulrika Posse (1819–1819), presidenten Arvid Posse (1820–1901), majoren Knut Lage Posse (1821–1900), Carl Erik Posse (1822–1822), godsägaren Gösta Posse (1823–1888), Fredrik Posse (1825–1825), Christer Lindorm Posse (1826–1827), Malla Posse (1827–1874), regementskvartermästaren Adolf Christian Ludvig Posse (1828–1865) vid Norra skånska infanteriregementet och notarien Fredrik Posse (1830–1863) i Svea hovrätt.
Han gifte sig andra gången 18 juni 1838 i Lunds domkyrka med den första fruns syssling friherrinnan Lovisa Ulrika Bennet (1799–1876), dotter till hovmarskalken friherre Carl Fredrik Bennet och friherrinnan Fredrika Magdalena Thott.